# M/T Petar Zrinski
M/T Petar Zrinski je hrvatski tanker tipa aframax za prijevoz sirove nafte. IMO broj mu je 9041435. MMSI broj je 636015595. Plovio je pod liberijskom zastavom i pod imenom Impros. Matična luka je bila Monrovia. Ne zna se je li izgubljen, nasukan ili izrena.

## Karakteristike
Hrvatski brodar Tankerska plovidba ugovorila je sa splitskim brodogradilištem izgradnju po cijeni 52,5 milijuna dolara. Porinut je u Splitu 12. prosinca 1994. kao novogradnja br. 376. Dobio je ime po hrvatskom plemiću Petru Zrinskome. Bruto tonaže je 55.743. Istisnine je 101.605 tona, 7 tankova i 3 pumpe. Brod blizanac koji je uslijedio je M/T Frankopan. Ova dva broda povijesne su uloge u povijesti hrvatskog brodarstva, brodogradnje i hrvatske povijesti općenito. Izgrađeni su u splitskom brodogradilištu kroz ratno vrijeme. U tadašnjim nesigurnim ratnim vremenima i vremenu hrvatske izolacije u tom je činu odluka o gradnji umnogome bila domoljubni čin. Kad je porinut M/T Petar Zrinski, predsjednik RH dr. Franjo Tuđman izrekao je po prvi put kovanicu o "hrvatskom gospodarskom čudu" ponukan baš ovom odlukom o gradnji vrhunskog tankera u ratno doba u domaćem brodogradilištu za domaću tvrtku.
Tankeri Zrinski i Frankopan bili su prvi hrvatski tankeri s dvostrukim dnom i oplatom koji su bili tehnološki i po sigurnosti ispred svog vremena. Ono što je izvedeno na tim tankerima kasnije je došlo kao obveza po europskim konvencijama.
M/T Petar Zrinski bio je u vlasništvu Tankerske plovidbe iz Zadra. Prodala ga je tijekom tijekom 2012. godine s još dva starija tankera tipa aframax M/T Frankopan i M/T Dalmacija i od prodaje ostvarila neto prihod od 100 milijuna kuna. 6. ožujka 2012. prodan je kompaniji Nephele Marine Inc. Liberia.Prodan je grčkim kupcima kompaniji AVIN za 8,5 milijuna dolara i sada nosi ime Impros. Predan je 7. ožujka 2012.

## Vanjske poveznice
- M/T Petar Zrinski  Arhivirana inačica izvorne stranice od 23. rujna 2015. (Wayback Machine)